# Václavov u Bruntálu
Václavov u Bruntálu là một làng thuộc huyện Bruntál, vùng Moravskoslezský, Cộng hòa Séc.